# Jadwiga Towarnicka
Jadwiga Towarnicka z domu Kolendo (ur. 28 lipca 1919 w Augustowie, zm. 23 lipca 1986 w Suwałkach) – bibliotekarka, nauczycielka, działaczka społeczna.

## Życiorys

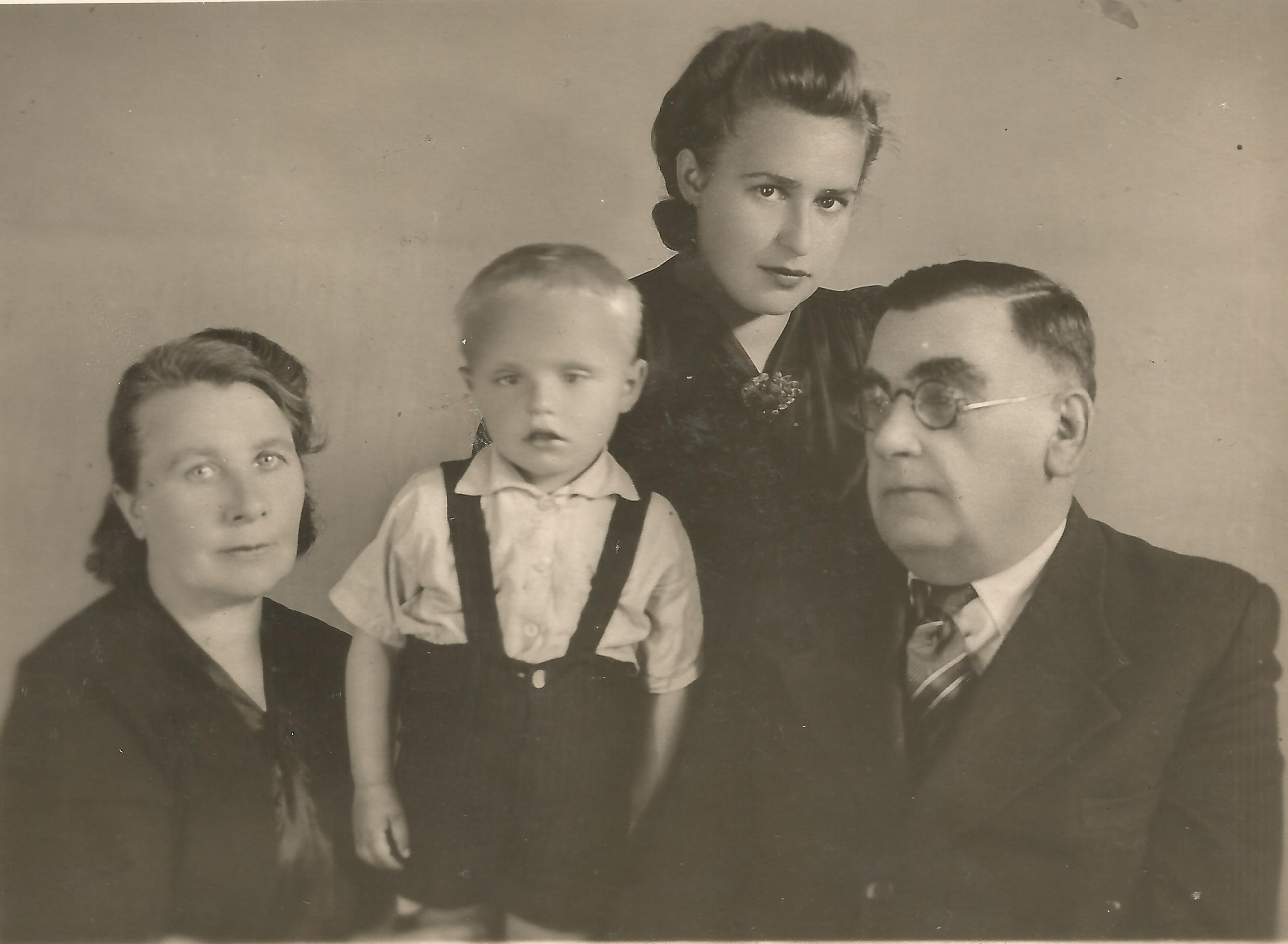
Jadwiga Towarnicka z rodzicami (Janem i Petronelą Kolendo) i synem Andrzejem, 1947 r. Zdjęcie z rodzinnego archiwum pani Edyty Taraszkiewicz

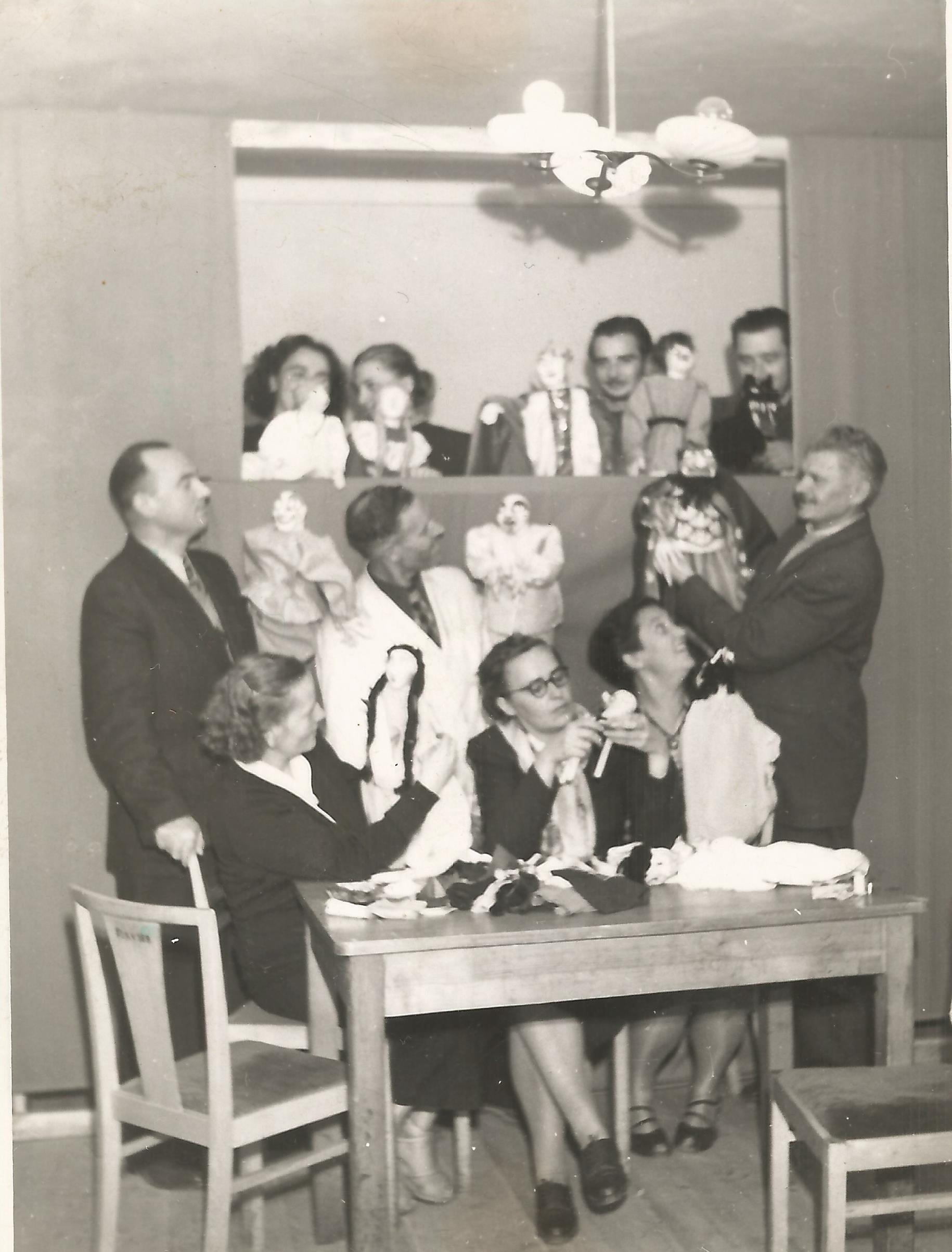
Zespół Teatru Lalek „Wigraszek” podczas pracy. Październik 1955 r. W okularach Jadwiga Towarnicka (siedzi przy stole). Zdjęcie z rodzinnego archiwum pani Edyty Taraszkiewicz

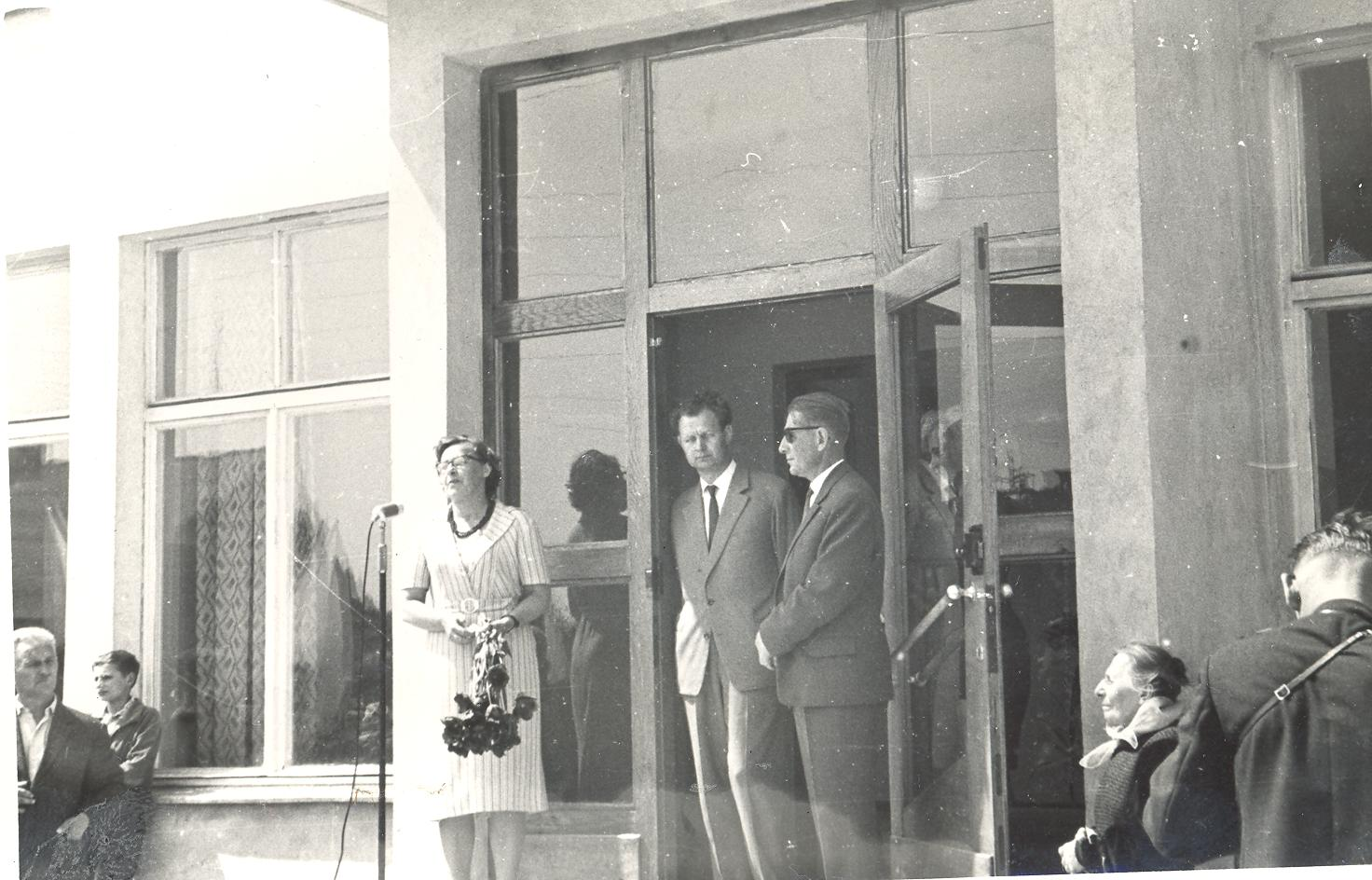
Nowy gmach Powiatowej i Miejskiej Biblioteki Publicznej w Suwałkach otwiera Jadwiga Towarnicka (1963 r.). Ze zbiorów Biblioteki Publicznej im. Marii Konopnickiej w Suwałkach

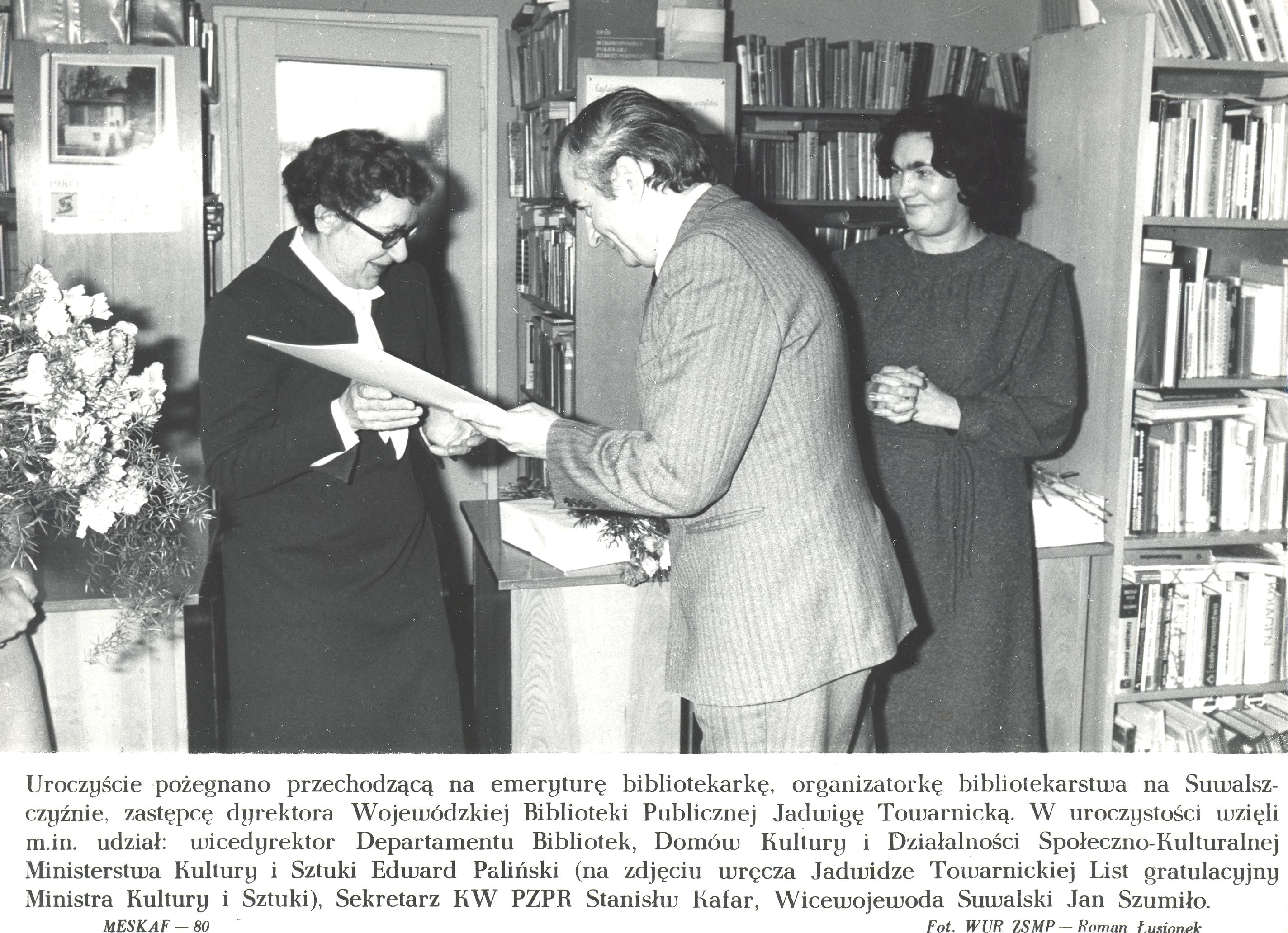
Uroczyste pożegnanie odchodzącej na emeryturę Jadwigi Towarnickiej (1980 r.). Ze zbiorów Biblioteki Publicznej im. Marii Konopnickiej w Suwałkach

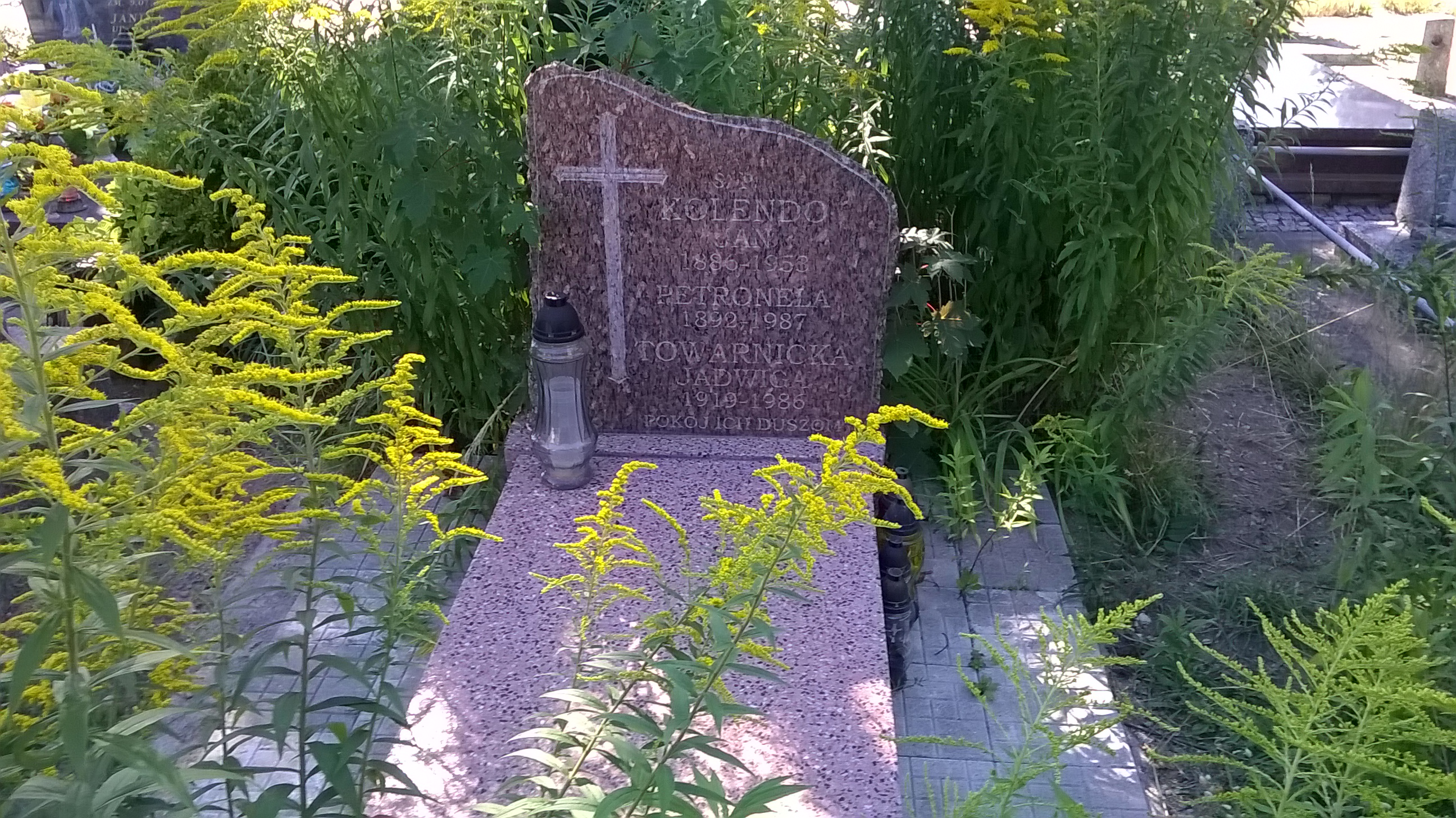
Grób Jadwigi Towarnickiej oraz Jana i Petroneli Kolendo na cmentarzu przy ul. Bakałarzewskiej w Suwałkach

Urodziła się 28 lipca 1919 w Augustowie. Wczesną młodość spędziła w Białymstoku, gdzie zdała maturę. Następnie podjęła studia w Szkole Głównej Gospodarstwa Wiejskiego w Warszawie. Po wybuchu wojny przerwała studia, pozostała jednak w Warszawie. Wyszła za mąż za Tadeusza Towarnickiego (pseud. Naprawa, de Vran – ranny podczas walk na Woli przy ulicy Okopowej 25, zmarł 1 sierpnia 1944) i urodziła dziecko. Po upadku powstania warszawskiego wraz z malutkim synkiem Andrzejem została ewakuowana do Piaseczna.
W maju 1945 wróciła na Suwalszczyznę. Humanistyczna matura i dwa lata studiów na SGGW umożliwiły jej podjęcie pracy nauczycielki w jednoklasowej szkole podstawowej w Czarnem (od 15 maja 1945), niedaleko Filipowa. Tak wspominała ten okres: „Początki były trudne. Nie mieliśmy podręczników, ani innych pomocy naukowych. Odtwarzałam więc z pamięci teksty i na papierze pergaminowym, zdobytym w jakiejś mleczarni, powstał „mój” elementarz (…) Dzieci pisały na czym się dało: rysikiem na tabliczkach, na kawałkach tapet, a za tablicę szkolną służyło pół okiennicy. Po roku pracy oprócz izby lekcyjnej były już i podstawowe sprzęty, a przy szkole boisko i ogródek. Wszystko to zrobili rodzice uczniów, którzy i mnie udzielili konkretnej pomocy: miałam z dzieckiem co jeść i na czym spać. W tamtych latach nie otrzymywaliśmy wynagrodzenia za pracę, dzięki jednak tym wspaniałym ludziom mogłam od niczego rozpocząć nowe życie”.
Kolejne pięć lat przepracowała w suwalskim Państwowym Koedukacyjnym Gimnazjum Ogrodniczym (późniejszym Państwowym Liceum Ogrodniczym I Stopnia), uczyła biologii, botaniki, chemii i zoologii, a także pełniła funkcję wicedyrektora szkoły. W tym też okresie przez około półtora roku była wykładowcą w Instytucie Kształcenia Kadr dla Rolnictwa w Janowie koło Mińska Mazowieckiego.
1 listopada 1951 podjęła pracę w bibliotece jako kierownik Powiatowej Biblioteki Publicznej w Suwałkach, a po połączeniu bibliotek powiatowej i miejskiej objęła stanowisko kierownika tejże placówki (IX.1956–30.VI.1975). Od lipca 1975 (po zmianach administracyjnych w kraju) pełniła funkcję wicedyrektora Wojewódzkiej Biblioteki Publicznej im. Marii Konopnickiej w Suwałkach.
Przez niemal 29 lat była związana z suwalskim bibliotekarstwem. Była autorką wystaw popularyzujących kulturę regionu. Dzięki jej zaangażowaniu rozbudowano sieć biblioteczną w powiecie a następnie w województwie suwalskim. Polepszyły się warunki lokalowe bibliotek, a kadra bibliotekarska podnosiła kwalifikacje.
Towarnicka działała we władzach Stowarzyszenia Bibliotekarzy Polskich. Była sekretarzem i członkiem Stowarzyszenia Społeczno-Kulturalnego „Suwalszczyzna”, członkiem kolegium „Gazety Suwalskiej” a także przewodniczącą Komisji Rewizyjnej Suwalskiego Towarzystwa Kultury, radną powiatowej, a następnie wojewódzkiej rady narodowej.
Współpracowała z „Kontrastami” popularyzując historię i współczesność ziemi suwalskiej. Współorganizowała teatrzyk lalkowy dla dzieci „Wigraszek”. Działała w Komitecie Założycielskim Muzeum Regionalnego w Suwałkach. Po przejściu na emeryturę (31.01.1980) pracowała w bibliotece Muzeum Okręgowego w Suwałkach. Jej osobiste zaangażowanie przyczyniło się do powstania nowej siedziby PiMBP w Suwałkach. W 1963 r. oddano do użytku nowoczesny i funkcjonalny lokal biblioteki. Stary budynek był niezbyt zachęcającym: ciasno, ciemno, wilgotno.
Jadwiga Towarnicka zmarła 23 lipca 1986 po krótkiej i ciężkiej chorobie.
W październiku 2011 imię Jadwigi Towarnickiej otrzymała sala oświatowa Biblioteki Publicznej im. Marii Konopnickiej w Suwałkach.

## Życie prywatne
Była dzieckiem Jana i Petroneli Kolendo. W dzieciństwie bywała we wsi Rudniki koło Raczek, w rodzinnych stronach matki – z domu Woronko. W Białymstoku jej ojciec pełnił funkcję dyrektora banku, natomiast matka zajmowała się domem. Jej młodszy brat Edward zginął w powstaniu warszawskim.
Została pochowana w grobie rodzinnym na cmentarzu miejskim przy ul. Bakałarzewskiej w Suwałkach. Spoczywa obok swoich rodziców.

## Publikacje
- Budowałam moje życie od podstaw, "Kontrasty" 1969, nr 7, s. 24-25
- Diabeł przestał mówić dobranoc..., "Kamena" 1962, nr 6, s. 9
- Do muzyki Moniuszki, "Kontrasty" 1972, nr 11, s. 28-29
- Pierwsze biblioteki na Suwalszczyźnie, "Kontrasty" 1971, nr 10, s. 15
- Początki prasy suwalskiej, "Kontrasty" 1971, nr 6, s. 24
- Podstawowe ogniwo – wieś..., "Kontrasty" 1971, nr 12, s. 4
- Rozwój kultury i instytucji kulturalnych Suwalszczyzny w latach 1944-1964, [w: ] Studia i materiały do dziejów Suwalszczyzny, pod red. J. Antoniewicza, Białystok 1965, S. 605-617

## Odznaczenia
- Krzyż Kawalerski Orderu Odrodzenia Polski
- Złoty Krzyż Zasługi
- Srebrny Krzyż Zasługi
- Odznaka 1000-lecia Państwa Polskiego
- Odznaka „Zasłużony Działacz Kultury”
- Odznaka „Zasłużony Białostocczyźnie”
- Odznaka „Za Zasługi dla Województwa Suwalskiego”
- Złota Odznaka SBP i in.